# Santos Sergio y Baco (título cardenalicio)
El título cardenalicio de Santos Sergio y Baco  es una de las 7 diaconías originales. Fue erigida por el papa Agatón en 678. Se ubicaba en el Foro Romano. La iglesia fue ampliada en el pontificado de Gregorio III. Fue suprimido en 1587 por Sixto V y la iglesia demolida en el pontificado de Pablo V.

## Titulares
- Dauferio (o Desiderio), O.S.B. (1058 - 1059)
- Aldo da Ferentino (1099 - circa 1122)
- Gregorio Tarquini (1122 -1145)
- Raniero Marescotti (1145 - 1145 ?)
- Cinzio (o Cincius, o Cencius) (1145 - 1148)
- Greco (o Grecus, o Greto, o Gretus) (1148 o 1149 - 30 de agosto de 1149 ?)
- Giovanni (1150 - 1154 ?)
- Berardo (o Bernardo) (1160 - 1161), pseudocardenal de Victor IV (antipapa)
- Vitellio, O.S.B. Cas. (1164 - 1175)
- Guglielmo (1172-1173), pseudocardenal de Calixto III (antipapa)
- Paolo (22 de septiembre de 1178 - 1181 ?)
- Paolo Scolari (marzo 1179 - 1180)
- Ottaviano Poli dei conti di Segni (1182 - 22 de febrero de 1189)
- Lotario de' Conti di Segni (1190 - 8 de enero de 1198) elegido papa Inocencio III
- Ottaviano dei conti di Segni (1205 - 1231)
- Pietro Colonna, in commendam (18 de junio de 1288 - agosto 1290)
- Gabriele Rangone, O.F.M.Obs., título pro hac vice (12 de diciembre de 1477 - 27 de septiembre de 1486)
- Maffeo Gherardi, O.S.B. (1489 - septiembre 1492)
- Giuliano Cesarini (23 de septiembre de 1493 - 29 de noviembre de 1503)
- Francisco Desprats, título pro hac vice (12 de junio de 1503 - 10 de septiembre de 1504)
- Giovanni Stefano Ferrero, título pro hac vice (22 de diciembre de 1505 - 5 de octubre de 1510)
- Alessandro Cesarini (1517 - 1523)
- Vacante (1523 - 1533)
- Odet de Coligny (10 de noviembre de 1533 - 5 de febrero de 1549)
- Vacante (1549 - 1557)
- Vitellozzo Vitelli (24 de marzo de 1557 - 6 de marzo de 1559)
- Vacante (1559 - 1587)
- Diaconía suprimida en 1587